# Gare de Chamarande
Gare de Chamarande – przystanek kolejowy w Chamarande, w departamencie Essonne, w regionie Île-de-France, we Francji.
Jest przystankiem Société nationale des chemins de fer français (SNCF), obsługiwanym przez pociągi Réseau express régional d’Île-de-France linii C.
Rocznie z usług przystanku skorzystało 237 600 pasażerów.

## Położenie
Znajduje się na km 45,913 linii Paryż – Bordeaux, pomiędzy stacjami Lardy i Étréchy, na wysokości 85 m n.p.m.

## Linie kolejowe
- Paryż – Bordeaux